# Phêrô Nguyễn Văn Hùng
Phêrô Nguyễn Văn Hùng (sinh ngày 21 tháng 11 năm 1958) là một linh mục Công giáo người Úc gốc Việt, hiện đang sinh sống và làm việc tại Đài Loan. Tại Đài Loan ông có tham gia và tổ chức các hoạt động nhằm giúp đỡ, bảo vệ quyền lợi của người Việt ở đây. Ông là trưởng Văn phòng Trợ giúp Pháp lý cho Công nhân và Cô dâu Việt ở Đài Loan.

## Tiểu sử
Nguyễn Văn Hùng sinh ra trong một gia đình có tám người con ở miền Nam Việt Nam tại Bình Tuy. Theo ông Hùng gia đình ông thuộc "tầng lớp trung lưu lớp dưới". Cha ông là tài xế taxi, ông mất sau khi bị đau ốm dài ngày. Mẹ ông là người Nghệ An theo đạo Công giáo, bà trốn vào Nam năm 1964. Ông Hùng cho rằng mình chịu ảnh hưởng từ đức tin và lòng mộ đạo của mẹ mình, ông thường hay lấy trộm thức ăn của gia đình để cho người nghèo.

## Sự nghiệp
Năm 1979, Nguyễn Văn Hùng lên tàu vượt biên bằng đường biển, sau 36 giờ được một con tàu mang cờ Na Uy cứu và chở đến Nhật Bản. Tại Nhật Bản, ông phải làm nhiều nghề để tự nuôi sống bản thân như sửa đường, luyện thép và đào mộ thuê. Sau đó, ông gia nhập Hội truyền đạo Thánh Côlumbanô. Sau đó ông đi Sydney, Úc để học một trường dòng ở đây. Năm 1991, ông thụ phong linh mục. Trước khi thụ phong linh mục hai năm ông đã được phái đến Đài Loan.
Ở Đài Loan, Nguyễn Văn Hùng thành lập Văn phòng Trợ giúp Công nhân và Cô dâu Việt Nam ở Bát Đức, Đào Viên vào năm 2004 để trợ giúp những người Việt sống và làm việc tại Đài Loan. Tổ chức của ông cung cấp các lớp dạy tiếng Trung Quốc, phòng trọ, tiền cơm và tư vấn pháp lý. Có lúc, văn phòng là cung cấp nơi trú ẩn và sự hỗ trợ cho hơn hai mươi phụ nữ Việt Nam. Nguyễn Văn Hùng đã vạch trần sự bóc lột và nhục mạ người lao động và cô dâu nước ngoài khiến cho Bộ ngoại giao Mỹ đưa Đài Loan vào "danh sách quan sát cấp hai" cùng với các nước như Cộng hoà Nhân dân Trung Hoa và Campuchia vì sự thiếu cố gắng trong việc chống nạn buôn người, điều này đã mang lại sự xấu hổ cho chính quyền Đài Loan trên trường quốc tế. Trong "Báo cáo buôn bán người năm 2006" của Bộ Ngoại giao Mỹ, Nguyễn Văn Hùng được tán dương là một trong mười "anh hùng đấu tranh nhằm chấm dứt chế độ nô lệ hiện đại". Những việc làm của Nguyễn Văn Hùng đã đem đến cho ông nhiều lời đe dọa và từ đó ông lo sợ không ra đường vào ban đêm nữa.
Tổ chức của Nguyễn Văn Hùng liên minh chặt chẽ với các tổ chức phi chính phủ khác trong vấn đề chống buôn người nhằm vận động chính phủ Hoa Kỳ can thiệp và gây áp lực với các nhà lập pháp Đài Loan. Những hoạt động của liên minh này đã góp phần xây dựng và dẫn đến sự ra đời của bộ luật phòng chống buôn người (人口販運防治法, Nhân khẩu phiến vận phòng trị pháp) của Đài Loan vào năm 2009.
Năm 2005 hai cha con người Đài Loan là Hồng Khánh Chương và Hồng Minh Dụ bị bắt vì hiếp dâm phụ nữ Việt Nam làm việc cho Công ty Môi giới Nhân lực Trung Hữu của họ. Nguyễn Văn Hùng là người đã cho một số nạn nhân của hai cha con họ Hồng ẩn trốn và giúp các nạn nhân tố cáo tội ác của hai cha con họ Hồng với cảnh sát. Theo ông số nạn nhân của hai cha con họ Hồng lên tới hàng chục người. Bài viết "Lao động nữ Việt Nam bị xâm hại ở Đài Loan: Sự thật ra sao?" đăng trên báo "Sài Gòn Giải Phóng" trong cùng năm về sự kiện lao động Việt Nam tại Đài Loan bị hiếp dâm cho rằng con số nạn nhân không nhiều như vậy. Bài báo nhận xét ông là "một phần tử xấu nhiều năm nay đã luôn có hành động chống phá nhà nước Việt Nam."
Ngày 7 tháng 1 năm 2017, tại đài truyền hình Saigon Broadcasting Television Network ở Đài Bắc, Nguyễn Văn Hùng nhận giải “Quên mình, phục vụ” cho những nhà hoạt động xã hội người Công giáo tại Đài Loan.

## Nhận định
Trong một bài viết trên báo Sài Gòn Giải Phóng năm 2005, Nguyễn Văn Hùng được nhận định là "một phần tử xấu nhiều năm nay đã luôn có hành động chống phá nhà nước ta. Rất nhiều lần vị linh mục này đã có hành động lôi kéo lao động Việt Nam bỏ trốn hợp đồng, về ẩn náu ở nhà thờ để tiện thực hiện những động cơ xấu của mình".
Trong "Báo cáo buôn bán người năm 2006" của Bộ Ngoại giao Hoa Kỳ, Nguyễn Văn Hùng được ghi nhận là một trong mười "anh hùng đấu tranh nhằm chấm dứt chế độ nô lệ hiện đại".